# Individual Challenge Cup 2008
Individual Challenge Cup 2008 (ICC 2008) byl III. ročník mezinárodní soutěže jednotlivců ve field trialu retrieverů, který se konal 8. a 9. listopadu 2008 v Finsku poblíž města Janakkala. Pořadatelem soutěže byly finské retriever kluby - Labradorinnoutajakerho ry (LNK), Suomen Sileäkarvaiset Noutajat ry (SSN) a Suomen Noutajakoirajärjestö ry (SNJ).
Soutěže se zúčastnilo 21 psů ze 7 zemí. Vítězem se stal Esa Valkonen z Finska s fenou Usvalammen Roihu před Stefano Martinolim z Itálie se psem Greenbriar Caffrey of Morayglen.

## Rozhodčí
Nominováno bylo šest rozhodčích.
| Rozhodčí                                                                                                   |                                                  |
| --- | ------------------------------------------------ |
| \| - Heike Klieber - Lars Johnsson - Keld Jörgensen \| - Tony Parnell - John Greeves - Raimo Huhtiniemi \| |                                                  |
| - Heike Klieber - Lars Johnsson - Keld Jörgensen                                                           | - Tony Parnell - John Greeves - Raimo Huhtiniemi |

## Výsledky
Výsledkové listiny.

### Kvalifikace
První den proběhla kvalifikace do nedělního finále poblíž města Janakkala.
| Poz. | St.č. | Vůdce                   | Pes                               | Plemeno | Hodnocení     | Tituly     |
| ---- | ----- | ----------------------- | --------------------------------- | ------- | ------------- | ---------- |
| 1    | 16    | Esa Valkonen            | Usvalammen Roihu                  | LR      | Výborný 1     | CACIT      |
| 2    | 13    | Francesco Gislon        | Mastertouch Banjo Of Artistryn    | LR      | Výborný 2     | Res. CACIT |
| 3    | 19    | Janne Lähteenaro        | Eagle Owl's Fobos                 | LR      | Výborný 3     |            |
| 4    | 12    | Stefaan Bollen          | Starcreek Efinegan                | LR      | Velmi dobrý 4 |            |
|      | 7     | Stefano Martinoli       | Greenbriar Caffrey of Morayglen   | LR      | Velmi dobrý   |            |
|      | 15    | Anna Rupponen           | Jyckegårdens Clever Lyra          | LR      | Velmi dobrý   |            |
|      | 8     | Jan Lorenzen            | Trompeterbakkens Dina             | LR      | Dobrý         |            |
|      | 11    | Kurt Becksteiner        | Bell Oktave Apollo                | GR      | Dobrý         |            |
|      | 5     | Filip Bollen            | Deep Lake Emma                    | LR      | Dobrý         |            |
|      | 1     | Michael Fraser          | Waterfriend Overawe               | LR      |               |            |
|      | 2     | Bengt Bernas            | Streamlight's Morse               | LR      |               |            |
|      | 3     | Thorleif Rigenstrup     | Trompeterbakkens Dagmar           | LR      |               |            |
|      | 4     | Asbjörn Kristiansen     | Stolthetens Hail Fellow Moira     | LR      |               |            |
|      | 6     | Carlo Guggia            | Ol                                | LR      |               |            |
|      | 9     | Erling Skotner          | Drakeshead Octavia                | LR      |               |            |
|      | 10    | Miso Sipola             | Starcreek Drake                   | LR      |               |            |
|      | 14    | Andreas Pözlberger      | Donna Diana von der Schallermühle | LR      |               |            |
|      | 17    | Pekka Laiho             | Eagle Owl's Feeniks               | LR      |               |            |
|      | 18    | Fons Exelmans           | Rocketstar Desysse                | LR      |               |            |
|      | 20    | Lena Bratsberg-Karlsson | Garronpoint Arrow                 | LR      |               |            |
|      | 21    | Tomas Södersröm         | Hillus Drake                      | LR      |               |            |

       postupující do finále.

### Finále
Nedělní finále proběhlo poblíž města Mäntsälä.
| Poz. | St.č. | Vůdce             | Pes                             | Plemeno | Hodnocení   | Tituly     |
| ---- | ----- | ----------------- | ------------------------------- | ------- | ----------- | ---------- |
| 1    | 16    | Esa Valkonen      | Usvalammen Roihu                | LR      | Výborný 1   | CACIT      |
| 2    | 7     | Stefano Martinoli | Greenbriar Caffrey of Morayglen | LR      | Výborný 2   | Res. CACIT |
| 3    | 19    | Janne Lähteenaro  | Eagle Owl's Fobos               | LR      | Výborný 3   |            |
| 4    | 13    | Francesco Gislon  | Mastertouch Banjo Of Artistryn  | LR      | Výborný 4   |            |
|      | 12    | Stefaan Bollen    | Starcreek Efinegan              | LR      | Výborný     |            |
|      | 15    | Anna Rupponen     | Jyckegårdens Clever Lyra        | LR      | Velmi dobrý |            |
|      | 8     | Jan Lorenzen      | Trompeterbakkens Dina           | LR      | Velmi dobrý |            |
|      | 11    | Kurt Becksteiner  | Bell Oktave Apollo              | GR      | Velmi dobrý |            |
|      | 5     | Filip Bollen      | Deep Lake Emma                  | LR      | Dobrý       |            |